# Amami-okinavski jezici
Amami-okinavski jezici, skupina od 8 rjukjuanskih jezika, japanska porodica, koji se govore na otocima Okinawa u Japanu. Grana se na dvije podskupine:
a. Sjeverni Amami-Okinavski (4):
a1. južni amami-oshima [ams], otoci: Okinawa, Amami-oshima, Kakeroma, Yoro, Uke
a2. Kikai [kzg], otoci: Okinawa; Kikai
a3. sjeverni amami-oshima [ryn], otoci: Okinawa, Amami-oshima
a4. Toku-no-shima [tkn], otoci: Okinawa, Toku-no-shima
b. Južni Amami-Okinavski (4):
b1. Oki-no-erabu [okn], otoci: Okinawa; Oki-no-erabu
b2. Okinavski [ryu], otoci: Okinawa, Kerama, Kume-jima, Tonaki, Aguna
b3. Kunigami [xug], otoci: Okinawa, Iheya, Izena, Ie-jima, Sesoko
b4. Yoron [yox], otoci: Okinawa; Yoron

## Vanjske poveznice
- Ethnologue (14th)
- Ethnologue (15th)